# Anastasija Smirnova
Anastasija Andreevna Smirnova (in russo Анастасия Андреевна Смирнова?; Čusovoj, 31 agosto 2002) è una sciatrice freestyle russa, specialista nelle gobbe.
Ha gareggiato ai Campionati Mondiali di Sci e Snowboard Freestyle 2019, dove si è classificata quarta nelle gobbe. Ha vinto la sua prima medaglia ai Campionati Mondiali di Sci Freestyle nel 2021, ottenendo un bronzo e un oro.

Nel 2022 alle Olimpiadi invernali di Pechino, sempre nella stessa specialità si è classificata terza, ricevendo la medaglia di bronzo.